# Crisis migratoria en Europa de 2015
La crisis migratoria de 2015 en Europa, también conocida como crisis de los refugiados de 2015, consistió en una situación humanitaria crítica que surgió como consecuencia del arribo masivo de refugiados, solicitantes de asilo y migrantes económicos que llegaron ―o intentaron llegar― a las costas de la Unión Europea, mediante travesías por el mar Mediterráneo y el sudeste de Europa, procedentes de países de Oriente Medio, África, los Balcanes Occidentales y Asia del Sur. Más de 1 006 000 personas entraron en Europa —otras 4000 murieron en el intento—, de las cuales más del 90 % solicitaron asilo político. Hasta la crisis de refugiados ucraniana de 2022, se trataba de la mayor crisis migratoria y humanitaria desde el fin de la Segunda Guerra Mundial en Europa.
La mayoría de estos movimientos de población se caracterizaron por una migración forzada de víctimas de conflictos armados, persecuciones, pobreza, cambio climático o violaciones masivas de los derechos humanos,  y por la acción de redes delictivas transnacionales de tráfico ilícito de inmigrantes —que los expone al transporte en condiciones peligrosas o degradantes— y de trata de personas —con el propósito de explotación de los migrantes vulnerables, principalmente mujeres y niños—.
El 23 de abril, el Consejo Europeo acordó triplicar los fondos para las operaciones de la patrulla fronteriza en el Mediterráneo, con la finalidad de igualar las capacidades previas de la Operación Mare nostrum. Algunas semanas más tarde, la Unión Europea decidió poner en marcha una nueva operación militar con sede en Roma, denominada EUNAVFOR MED. Por su parte, el Gobierno de Bulgaria amplió la valla alambrada en la frontera con Turquía para impedir los flujos migratorios por el creciente número de refugiados, principalmente de la guerra civil en Siria, que solicitaron asilo en este Estado miembro de la Unión.
La crisis tuvo efectos considerables en la política tanto de los países de la UE afectados como de la UE en su conjunto. Varios partidos políticos en los países afectados capitalizaron el sentimiento antiinmigrante, en numerosos casos convirtiéndolo en la pieza central de su plataforma. Aunque por lo general no obtuvieron suficientes votos para ingresar en los gobiernos nacionales, su presencia influyó a menudo en la política al complicar la formación de coaliciones de gobierno y hacer que la oposición a la inmigración fuera parte de la corriente política principal. Durante e inmediatamente después de la crisis se dio un fuerte impulso para reformar la Derecho de asilo en la Unión Europea, pero esta dinámica se desvaneció considerablemente después de que disminuyera el número de llegadas de refugiados.

## Terminología
De acuerdo con Alireza Salehi-Nejad, «la mayoría de los inmigrantes en Europa no son refugiados, sino simplemente inmigrantes económicos que buscan una vida mejor. Esta distinción es importante porque, según la Convención sobre el Estatuto de los Refugiados de 1951 bajo el mandato de la ONU, tras la destrucción que produjo la Segunda Guerra Mundial y que dejó a millones de evacuados y deportados vagando por una Europa devastada por la guerra, y en correlación con las leyes de la UE, se exige a los países europeos que ofrezcan refugio u otro tipo de protección a las personas que huyan de una zona de guerra o persecución».

## Libre circulación de personas, inmigración y asilo en la Unión Europea

El espacio Schengen, en azul.

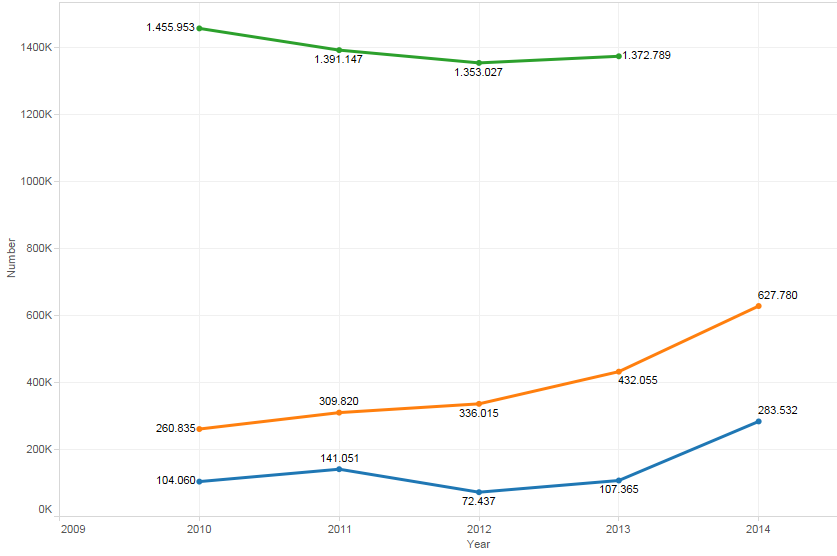
Inmigración de ciudadanos extracomunitarios —de fuera de la UE— (línea verde), solicitantes de asilo (naranja) y cruces ilegales de frontera (azul) en la Unión Europea (período 2010-2014).

En el Acuerdo de Schengen, 26 de los Estados miembros de la Unión Europea, además de los cuatro países de la AELC- se unieron para formar una zona —el espacio Schengen—, donde se abolieron los controles en las fronteras interiores, es decir, entre los Estados miembros, y en su lugar los controles están limitados a las fronteras y territorios exteriores de este espacio, y los países con fronteras exteriores están obligados a hacer cumplir las normas de control fronterizo. Por su parte, el Reglamento de Dublín pretende evitar dos situaciones: el «refugiado múltiple» —conocido en inglés como asylum shopping—, que consiste en presentar varias solicitudes de asilo, simultánea o sucesivamente, en diferentes Estados miembros de la Unión Europea, para incrementar la probabilidad de obtener una decisión positiva; y el «refugiado en órbita» —conocido en inglés como refugee in orbit—, cuando los solicitantes de asilo se trasladan de un Estado miembro a otro en la Unión Europea, sin que ninguno acepte examinar su solicitud. El Reglamento de Dublín establece que una persona que ha presentado una solicitud de asilo en un país de la Unión Europea y cruza ilegalmente las fronteras de otro país, deberá ser devuelto al anterior.
La población extranjera residente en la Unión Europea era de 33 millones de personas en 2014, que equivalía al 7 % de la población total de los entonces 28 Estados miembros de la UE, que superaba los 500 millones de personas. En comparación, la población nacida en el extranjero representaba el 1,63 % de la población total en Japón, el 7,7 % en Rusia, el 13 % en los Estados Unidos, el 20 % en Canadá y el 27 % en Australia. Entre 2010 y 2013, alrededor de 1,4 millones de ciudadanos extracomunitarios inmigraron cada año en la Unión Europea utilizando medios regulares, con exclusión de los solicitantes de asilo y refugiados, observándose un ligero descenso desde 2010.
Antes de 2014, el número de solicitudes de asilo en la UE alcanzó su punto máximo en los años 1992 (672 000), 2001 (424 000) y 2013 (431 000); y en 2014 llegó a 626 000 solicitudes de asilo. El número de cruces fronterizos ilegales detectados por la agencia Frontex en las fronteras exteriores de la UE alcanzó su punto máximo en 2011, con 141 051 llegadas irregulares, por vía marítima y terrestre. En 2014, las detecciones de cruce ilegal de fronteras alcanzaron un nuevo máximo histórico, con más de 280 000 detecciones.

## Antecedentes

Principales países de origen (rojo) y de asilo (verde) de los refugiados, a finales de 2014, de acuerdo al ACNUR (no incluye los refugiados palestinos atendidos por UNRWA).

Fronteras griegas, turcas y búlgaras y el curso del río Maritsa.

En el siglo XXI, millones de personas han huido de conflictos bélicos internos e internacionales, principalmente de la guerra contra el terrorismo —campaña militar de Estados Unidos, apoyada por miembros de la OTAN y otros aliados—, la guerra de Afganistán, la insurgencia en el Magreb (desde 2002), la insurgencia islamista en Nigeria (desde 2002), la invasión de Irak (2003), la guerra de Irak (2003-2011), la acción de la guerrilla iraquí (2003-2011), la insurgencia iraquí posterior a la retirada de las tropas de EE. UU. (desde 2011), la insurgencia de Al-Qaeda en Yemen (desde 2003), la guerra en el noroeste de Pakistán (desde 2004), la guerra civil de Somalia y otros conflictos en el Cuerno de África, la guerra civil sudanesa, la Primavera Árabe (2010-2013), la guerra, intervención militar e insurgencia miliciana en Libia (desde 2011), la guerra civil de Siria (desde 2011), la guerra civil sursudanesa (desde 2013) y más recientemente la segunda guerra civil de Libia y la guerra contra Estado Islámico (desde 2014).
Entre 2007 y 2011, un gran número de migrantes irregulares y refugiados procedentes de Oriente Medio y África cruzaron la frontera entre Grecia y Turquía, que tiene unos 200 kilómetros de longitud, separadas en su mayor parte por el río Maritsa ―a excepción de 12,5 kilómetros en los que no existe separación física natural alguna―, lo que llevó en 2010 al Gobierno griego y a la Agencia Europea para la gestión de la cooperación operativa en las fronteras exteriores (Frontex) a mejorar los controles fronterizos.
En 2011, más de 57 000 inmigrantes irregulares fueron detenidos en ese punto y en 2012, el flujo de inmigrantes en Grecia que llegaron por tierra disminuyó un 95 % después de que se construyera una valla de cuatro metros de altura con alambre de púas y 10,3 kilómetros de longitud en la frontera turco-helena, en la zona que no sigue el curso del río Maritsa. La construcción de la valla, la misión de la agencia Frontex y los refuerzos policiales del Gobierno de Grecia provocaron que los migrantes y refugiados usaran la ruta marítima entre el territorio turco y las cercanas islas griegas del Egeo.
La segunda guerra civil libia y la consecuente violencia miliciana facilitaron la salida de migrantes y refugiados desde las costas libias ―principalmente subsaharianos y sirios―, en travesías marítimas por el Mediterráneo.
Según Amnistía Internacional, las personas refugiadas y migrantes son «víctimas de violaciones sexuales, torturas y secuestros en Libia a manos de traficantes y contrabandistas», y sufren explotación laboral, persecución religiosa y otros abusos de grupos armados y bandas de delincuentes. La guerra también podría haber provocado el desplazamiento forzado de muchos inmigrantes africanos que residían en Libia, que solía ser un país de destino para los migrantes en busca de mejores puestos de trabajo.
En 2011, al inicio de la Primavera Árabe, se estableció como vía de escape una ruta clandestina entre Túnez, el epicentro de dicha revolución, e Italia, concretamente la isla italiana de Lampedusa, como el punto de llegada de miles de tunecinos. Poco después, tras un acuerdo entre ambos países que preveía repatriaciones forzosas, la ruta entre Túnez e Italia quedó inhabilitada.

### Operación Mare nostrum

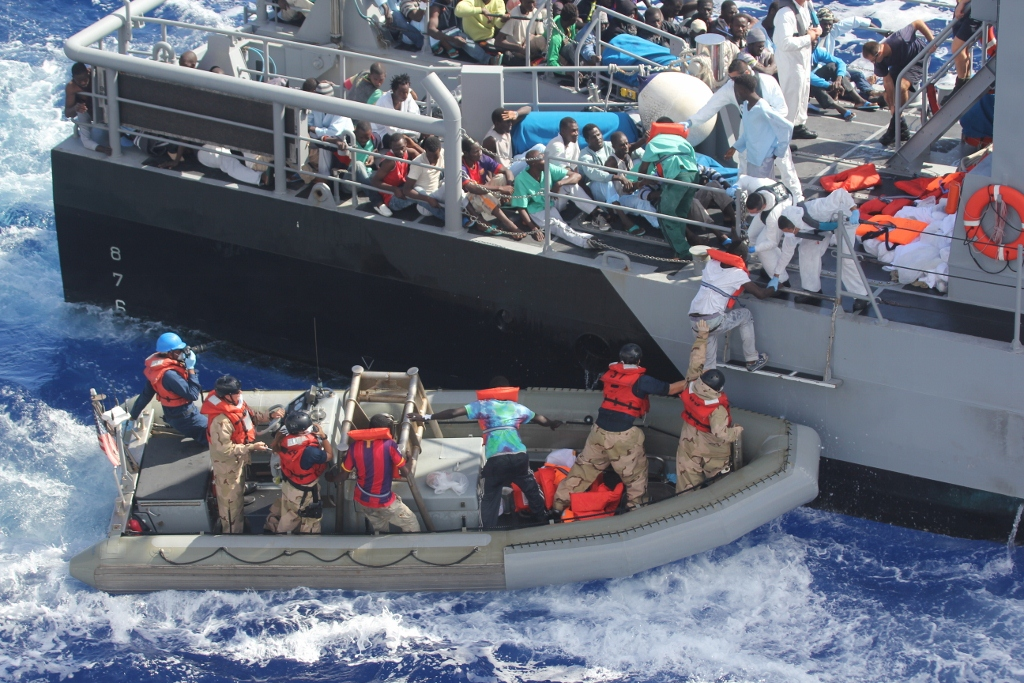
Rescate de inmigrantes en Malta, en octubre de 2013.

La operación lleva el nombre de Mare Nostrum, la denominación que en la antigua Roma recibía el mar Mediterráneo. La Comisión Europea prestó apoyo financiero para la operación con 1,8 millones de euros, con cargo al Fondo para las Fronteras Exteriores. La operación Mare Nostrum fue ejecutada por la Marina Militare, para interceptar las embarcaciones de migrantes que navegaban cerca de la costa de Libia, luego del naufragio ocurrido el 3 de octubre de 2013, frente a la isla de Lampedusa.
El componente de búsqueda y rescate de la operación fue respaldado por grupos de presión como el Consejo Europeo para Refugiados y Exiliados, por haber salvado miles de vidas, pero la operación fue políticamente impopular y extremadamente costosa —300 mil euros diarios— para un solo país de la Unión Europea. El gobierno italiano solicitó fondos adicionales a los otros Estados miembros de la UE, para la continuación de las tareas de vigilancia del Mediterráneo y recepción de los inmigrantes, pero no recibió la ayuda requerida, lo cual generó el reclamo del primer ministro Matteo Renzi, exigiendo a la UE «menos palabras y más acción».

### Estadísticas migratorias anteriores a 2015
Según el ACNUR, el número de personas desplazadas forzosamente en todo el mundo llegó a 59,5 millones a finales de 2014, el nivel más alto desde la Segunda Guerra Mundial, con un aumento del 40 % desde 2011. De estos 59,5 millones, 19,5 millones son refugiados, que representa 2,7 millones más que a finales de 2013 (+ 23 %), 38,2 millones son desplazados internos y 1,8 millones son solicitantes de asilo humanitario. Los refugiados sirios se convirtieron en el grupo más grande en 2014 (con 3,9 millones, 1,55 millones más que el año anterior), cifra que superó la de los refugiados afganos (2,6 millones), que habían sido el grupo de refugiados más grande durante tres décadas.
Para finales de 2014, en los principales países de origen de los refugiados a nivel mundial, Siria, Afganistán y Somalia representan el 53 % del total, mientras que Sudán, Sudán del Sur, la República Democrática del Congo, Birmania, la República Centroafricana, Irak y Eritrea representan el 24 %; mientras que los principales países de acogida de refugiados eran Turquía, Pakistán, Líbano, Irán, Etiopía, Jordania, Kenia, Chad, Uganda y China, que comprenden el 57 % del total de refugiados en el mundo, de acuerdo a los datos del ACNUR.
Según el ACNUR, los países de la UE con el mayor número de refugiados —reconocidos a finales de 2014— fueron: Francia (252 264), Alemania (216 973), Suecia (142 207) y el Reino Unido (117 161). Ningún Estado miembro de la Unión Europea estuvo entre los diez países de acogida de refugiados más importantes del mundo.
De acuerdo a los datos de Eurostat, los Estados miembros de la Unión Europea recibieron 626 065 solicitudes de asilo en 2014 —la cifra más alta desde las 672 000 solicitudes recibidas en 1992—. Sobre el total de 357 425 decisiones sobre solicitudes de asilo en la UE en 2014, 183 365 resultaron en decisiones positivas y 174 060 fueron rechazadas. 160 070 personas recibieron el estatus de protección en primera instancia —una tasa de reconocimiento del 45 %—, mientras que a 23 295 se les concedió el estatus de protección en la apelación o revisión —una tasa de reconocimiento del 18 %—. De las 183 365 personas que se les concedió la protección en 2014 en países de la UE, a 103 595 se les otorgó la condición de refugiado (57 % de las decisiones positivas), protección subsidiaria a 59 470 (32 %) y autorización de residencia por razones humanitarias a 20 300 (11 %), además, recibieron 6380 refugiados reasentados. En otro informe, Eurostat aseguró que cuatro Estados ―Alemania, Suecia, Italia y Francia ― recibieron alrededor de dos tercios de las solicitudes de asilo de la UE en 2014 y otorgaron casi dos tercios de los estatus de protección, mientras que el análisis de los datos de Naciones Unidas y del Banco Mundial indica que Suecia, Hungría y Austria se encontraban entre los principales receptores per cápita de solicitantes de asilo de la Unión Europea, al ajustarse según su población.

## Desarrollo de la crisis migratoria

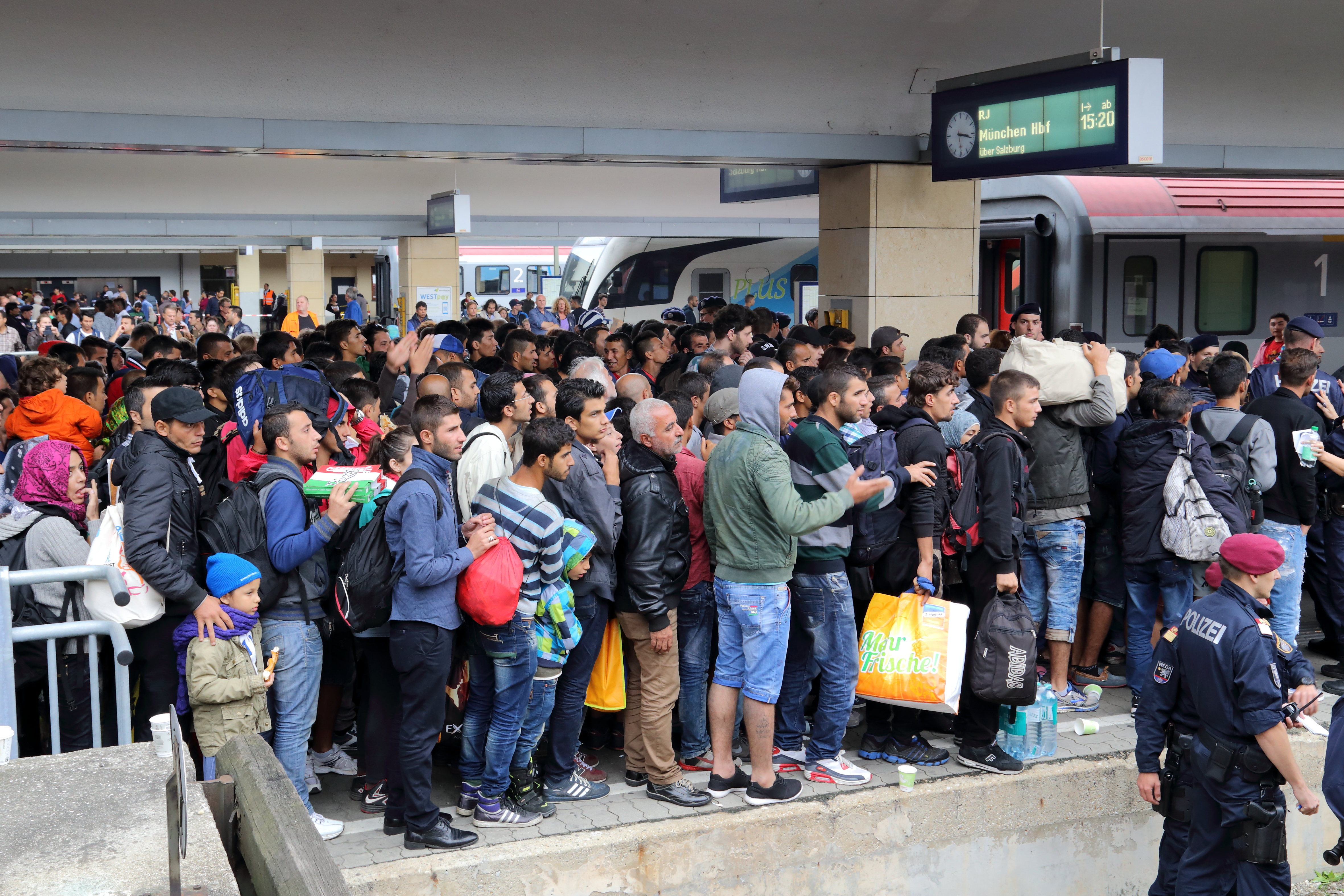
Refugiados sirios y afganos en Austria, en agosto de 2015.

La crisis migratoria se agudizó por la tragedia que viven miles de migrantes que ponen sus vidas en peligro para cruzar el mar Mediterráneo a bordo de embarcaciones precarias ―conocidas como pateras― y barcos con limitadas condiciones técnicas o exceso de personas a bordo.
En abril de 2015, cinco embarcaciones que transportaban casi 2000 migrantes a Europa, se hundieron en varios incidentes en el mar Mediterráneo, con una cifra de muertos estimada en más de 1200 personas. Los naufragios tuvieron lugar en un contexto de conflictos en curso en varios países del norte de África y de Oriente Medio, así como la negativa de varios Gobiernos de la Unión Europea para financiar la Operación Mare nostrum, un programa humanitario y de rescate organizado por el Gobierno italiano, que fue sustituido en noviembre de 2014 por la Operación Tritón de la Agencia Europea de Fronteras (Frontex).

### Naufragio del 19 de abril
El barco partió de la costa de Egipto y luego hizo una escala en la localidad de Zuara (Libia), recogiendo en ambos casos pasajeros.  En la medianoche del domingo, cuando el pesquero se hallaba a 112 km de Libia y a 130 de la isla italiana de Lampedusa, sus ocupantes vieron acercarse al carguero King Jacob, de bandera portuguesa, que había sido enviado a la zona por el Centro Nacional de Socorro de la Guardia Costera Italiana. Instintivamente, los inmigrantes se abalanzaron hacia un lado para pedir ayuda y el pesquero volcó, tras lo cual fueron enviadas embarcaciones de socorro por parte de Italia y Malta. A pesar de que llegaron a participar en la operación de rescate hasta 18 barcos, solo pudieron ser rescatados 28 supervivientes y recuperados 24 cuerpos.

### Refugiados de la guerra civil siria

Refugiados de la Guerra Civil Siria (2015).

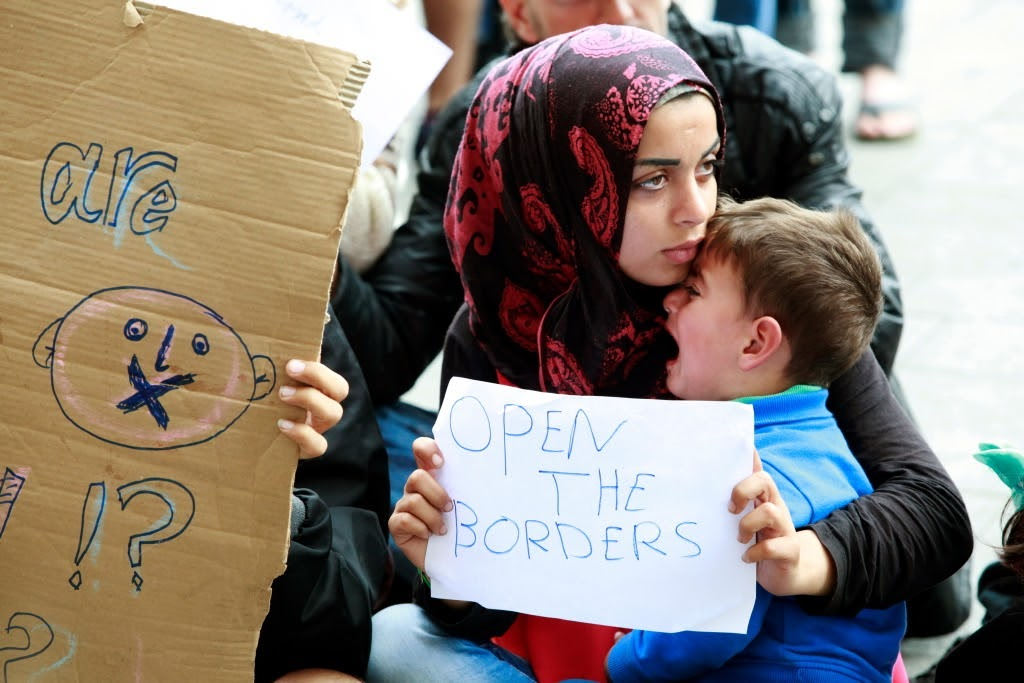
Estación de Budapest-Keleti.

La mayor crisis humanitaria de la historia reciente es la que se está viviendo en Europa ante las oleadas masivas de refugiados que ocupan las fronteras de los Estados miembro de la Unión Europea. Ante esta situación y con el objetivo de disminuir la oleada migratoria de Turquía a Grecia y después hacia el resto de Europa, la UE firmó un tratado con Turquía, en el cual se pactaba devolver a las personas refugiadas llegadas en Grecia de vuelta a Turquía, y sería en este país donde se decidiría su destino y si se aceptaba o no a trámite su petición de asilo. A cambio, los ciudadanos turcos tendrían acceso a visas gratuitas dentro del espacio Schengen.
En respuesta a este hecho, la sociedad civil internacional realizó multitudinarias manifestaciones en contra de estas políticas. Algunos ejemplos los encontramos en las manifestaciones ocurridas en Grecia, donde, según informó eldiario.es miles de personas salieron a la calle en 12 ciudades para movilizarse contra el acuerdo entre Turquía y la UE. En España, también se encuentran ejemplos de este tipo, donde el 18 de febrero de 2017 tuvo lugar en Barcelona la manifestación más grande de Europa a favor de los refugiados. A esta manifestación, según la organización Casa nostra casa vostra, acudieron 500 000 personas demandando que se haga efectiva la acogida de personas refugiadas y que se realizaran cambios en las políticas de derecho a asilo.

### Estadísticas migratorias de 2015

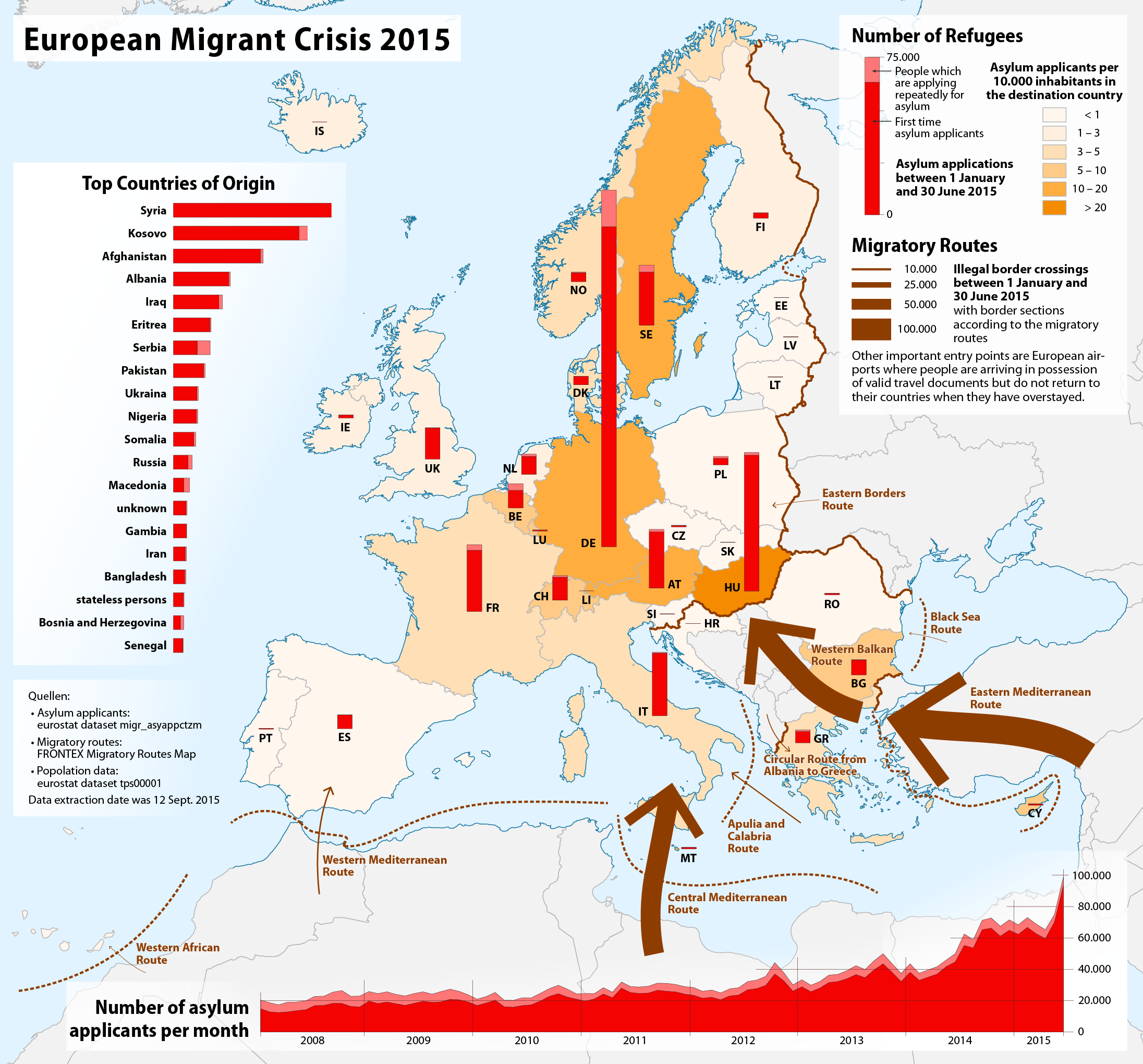
Cifras de refugiados en los estados de la UE y la EFTA entre el 1 de enero y el 30 de junio de 2015 según los datos de Eurostat.

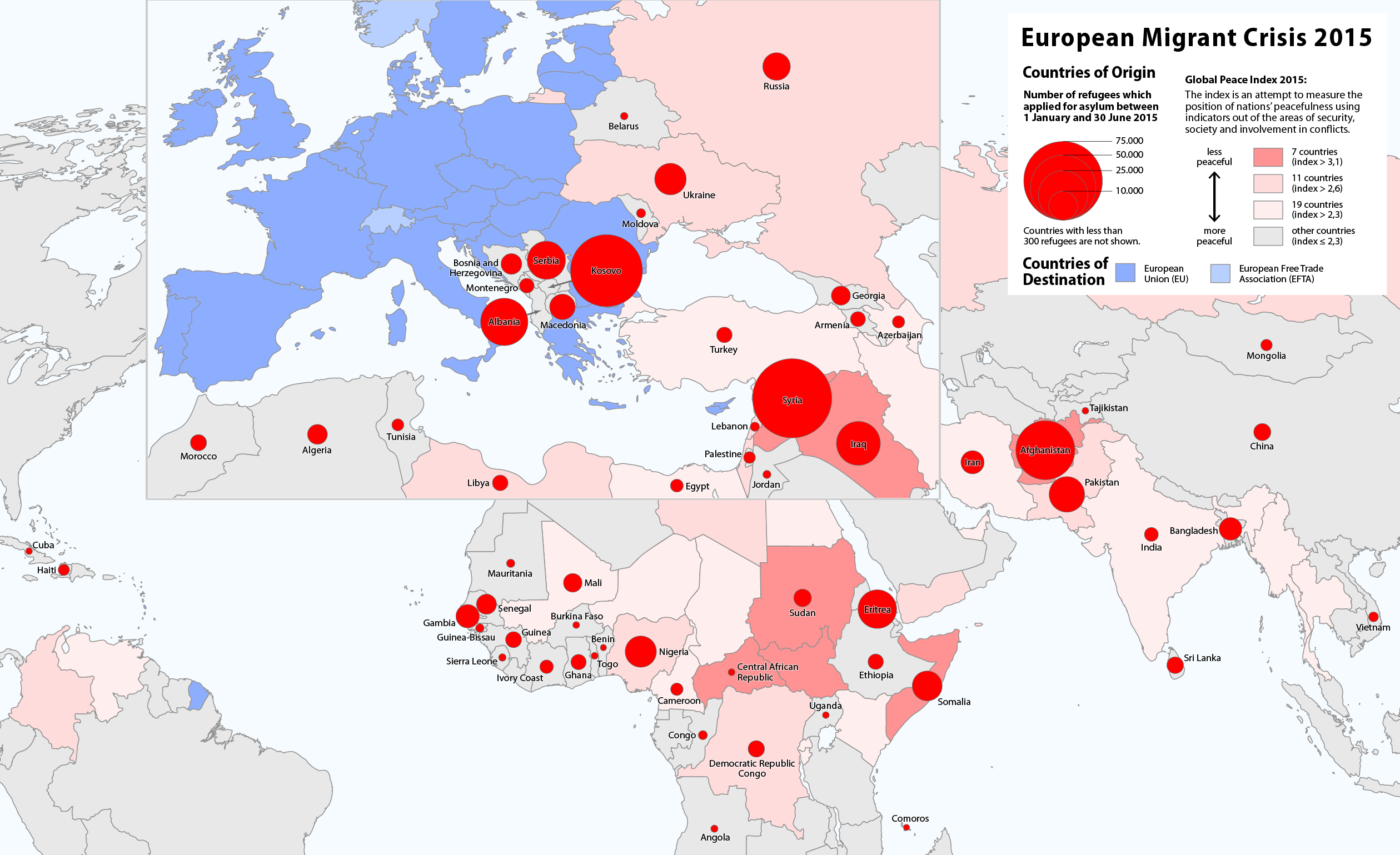
Países de origen de los refugiados que solicitaron asilo en Europa entre el 1 de enero y el 30 de junio de 2015.

Durante los tres primeros meses de 2015, 184 815 personas solicitaron asilo en la Unión Europea —un 86 % más en comparación con el primer trimestre de 2014— y según la ciudadanía de los solicitantes de asilo, 48 870 provienen de Kosovo (26 %), 29 095 de Siria y 12 910 de Afganistán, de acuerdo a cifras oficiales de Eurostat. Según la Frontex (Agencia Europea de Fronteras), unos 95 000 inmigrantes fueron rescatados entre enero y julio de 2015 por la Operación Tritón en el Mediterráneo central, y cerca de 340 000 inmigrantes llegaron a la Unión Europea, aproximadamente el triple que en el mismo periodo de 2014.
Hasta el 7 de septiembre de 2015, el número de refugiados y migrantes que habían cruzado el Mediterráneo, según el Alto Comisionado de las Naciones Unidas para los Refugiados (ACNUR), fue de 951 412 y de acuerdo a cifras de la Organización Internacional para las Migraciones (OIM) fueron 999 343 personas, en su mayoría provenientes de Siria, Afganistán, Eritrea, Nigeria, Albania, Pakistán, Somalia, Irak, Sudán, Gambia, Egipto, Marruecos, India, Nepal, Bután, Sri Lanka y Bangladés, que ingresaron por esta ruta marítima a la UE, principalmente a través de Grecia e Italia, para continuar su tránsito hacia Europa Central y Europa del Norte.
Según la OIM, 2760 personas fallecieron en naufragios en el mar Mediterráneo, durante los primeros ocho meses de 2015, lo que representó el 73 % de las muertes de migrantes en tránsito hacia su destino, ocurridas a nivel mundial. Por su parte, el ACNUR estima que han sido 2850 personas fallecidas y desaparecidas en aguas del Mediterráneo, durante este mismo período de 2015.

## Respuesta de Unión Europea y sus Estados miembros

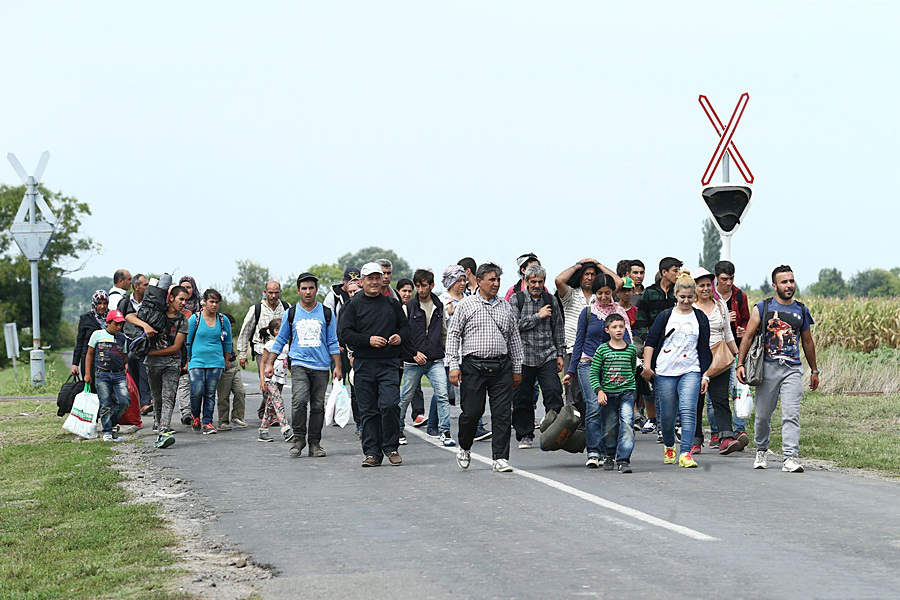
Hungría, cerca de la frontera con Serbia, en agosto de 2015.

En España, el líder de la oposición parlamentaria Pedro Sánchez ofreció a Mariano Rajoy (presidente del Gobierno) un pacto nacional después de que Rajoy anunciara que no se denegará asilo político a quien lo necesite y se creará una comisión interministerial para abordar la situación. Rajoy aceptara «sin discutir» la cifra de la UE: 14 931 refugiados.
El 5 de septiembre Austria dio entrada a miles de refugiados. El 8 del mismo mes, David Cameron anunció que el Reino Unido espera acoger a 20 000 refugiados sirios en un lustro. La tarde de ese mismo día, la Comisión Europea presentó un informe en Bruselas titulado El drama de los refugiados en Europa, al detalle donde se alertaba de que miles de menores huyen solos hacia Europa.
Según el vicepresidente de la Comisión Europea, Frans Timmermans, fue «una crisis mundial que necesita una respuesta europea». El Alto Comisionado de las Naciones Unidas para los Refugiados declaró que Europa estaba frente a «una de las mayores afluencias de refugiados en décadas» y enfatizó que se trataba de «una crisis de refugiados, y no solo un fenómeno migratorio».
Aunque la mayoría de los refugiados de Siria fueron acogidos por países vecinos como Turquía, Líbano y Jordania, el número de ciudadanos sirios que solicitan asilo en Europa totalizó la cifra de 348 540 en julio de 2015.

### Operación Tritón
La operación Tritón (originalmente llamado "Frontex Plus")
 fue una operación de seguridad en la Agencia Europea de la Guardia de Fronteras y Costas (Frontex) con el objetivo de mantener controladas las fronteras de la Unión Europea en el mar Mediterráneo. Comenzó el 1 de noviembre de 2014 y finalizó el 1 de febrero de 2018.
Las maniobras comenzaron una vez concluida la operación italiana Mare nostrum, juzgada demasiado costosa para un solo país (9.000.000 € al mes durante 12 meses). El Gobierno italiano había solicitado fondos adicionales procedentes de otros Estados miembros de la UE, pero no fue ofrecido el apoyo necesario.

### EUNAVFOR MED
La EUNAVFOR MED o Sophia es una operación militar con la que la Unión Europea (UE) pretende desmantelar las redes de tráfico de inmigrantes a través del Mediterráneo. Los ministros de Asuntos Exteriores de la UE aprobaron el 22 de junio de 2015 la primera fase de la misión que consiste en intercambiar información y patrullar en alta mar para detectar a los traficantes. Esta fase no implica acciones que necesiten un mandato de la Organización de las Naciones Unidas (ONU) ni el consentimiento de las autoridades de Libia, país del que parten mayoritariamente las embarcaciones que utilizan las mafias de tráfico de personas en el Mediterráneo. EUNAVFOR MED está compuesta de otras dos fases que, por el momento, no han sido validadas por los ministros.
EUNAVFOR MED (en referencia a su carácter naval y a la localización mediterránea), tiene su cuartel general en Roma. Esta operación se sumará a las cinco misiones militares que la UE ya ha desarrollado en diferentes puntos de África y Europa. El proyecto es uno de los más arriesgados que ha planteado la política Común de Seguridad y Defensa de la Unión Europea.

### Alemania acepta refugiados varados en Hungría
La tarde del 5 de septiembre de 2015, miles de refugiados entraron en Alemania al grito de «Merkel es nuestra madre», mientras el Gobierno de Hungría declaraba delito cruzar sus fronteras. Esa misma tarde unos 10 000 refugiados llegaban a Austria desde Hungría. La madrugada del 6 de septiembre de 2015, ciudadanos alemanes recibían y acogían con emoción a los miles de inmigrantes que llegaban a sus fronteras. A primera hora de la tarde del 6 de septiembre de 2015, un grupo de refugiados denunció ataques racistas en la isla de Kos. Este año, Alemania anunció que recibirá 800 000 refugiados.

### Barrera entre Hungría y Serbia

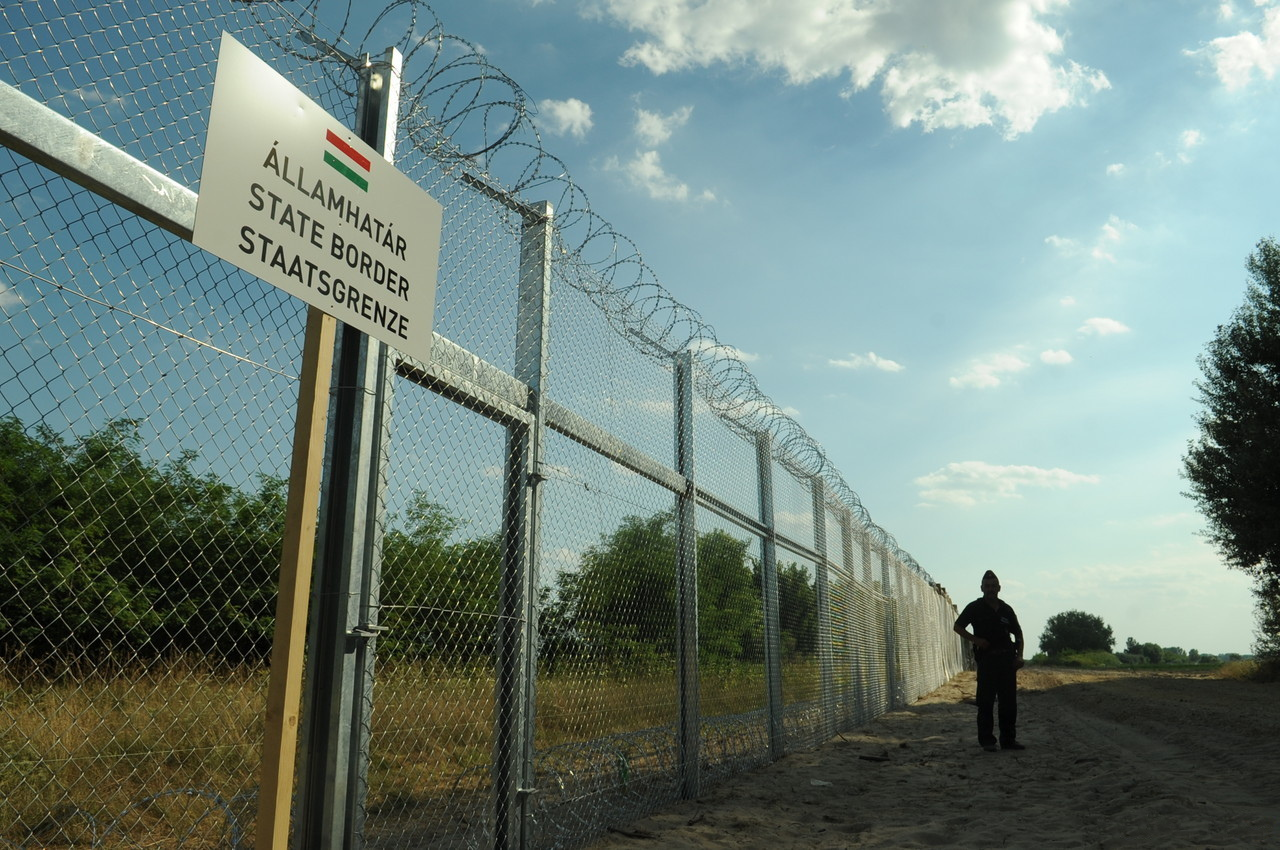
Vista de la barrera fronteriza entre Hungría y Serbia construida en 2015.

La barrera entre Hungría y Serbia —también llamada valla entre Hungría y Serbia o muro entre Hungría y Serbia— (en húngaro: Határőrizeti célú ideiglenes kerítés, literalmente «Cerca fronteriza temporal» o bien Magyarország–Szerbia-határzár) es una barrera fronteriza construida por Hungría en 2015 para detener a los inmigrantes ilegales que entren en el país durante la Crisis migratoria en Europa.

## Reacciones gubernamantales al exterior de la UE
- Argentina — A principios de septiembre de 2015, el gobierno de Argentina lanzó el Programa Especial de Visado Humanitario para Extranjeros Afectados por el Conflicto de la República Árabe Siria. Dicho programa permitirá que los refugiados vivan tres años en territorio argentino y puedan optar por tener un Documento Nacional de Identidad argentino.[88] Argentina ya recibía refugiados sirios desde 2013.[89]
- Brasil — Con una fuerte comunidad árabe instalada en este país desde hace décadas, Brasil ha recibido a 2077 refugiados sirios desde que empezó la guerra en 2011, por lejos más que cualquier otro país de América Latina.[90]
- Chile — El canciller Heraldo Muñoz expresó  que el gobierno ya trabaja en un plan para acoger refugiados sirios, que podría incluir inicialmente a unas 150 personas. En paralelo, se decidió acelerar la entrega de visas a 23 sirios que tenían familiares o conocidos chilenos con ascendencia siria. Chile ya ha recibido refugiados. En 2008, 117 palestinos que vivían en Irak fueron acogidos en territorio chileno.[91]
- Estados Unidos — El anterior presidente de Estados Unidos, Barack Obama, dijo a sus asesores que permitirá la entrada de 10 000 refugiados sirios el próximo año fiscal. Estados Unidos solo había aceptado el ingreso de unos 1500 sirios desde que estalló la guerra civil en ese país hace cuatro años.[92] Para 2015 ACNUR refirió a más de 17 000 ciudadanos sirios para su acogida en EE. UU., de los cuales 1564 han sido admitidos hasta ahora, según datos del Departamento de Estado.[93]
- México — El senado mexicano pidió al gobierno federal que abra sus fronteras a los desplazados sirios víctimas de la guerra. Un primer estudiante sirio, becado por una universidad mexicana, llegó en septiembre de 2015 al país.[94]
- Perú — A través de un comunicado oficial, la Cancillería peruana también anunció que «iniciará coordinaciones con la Oficina del Alto Comisionado de los Refugiados (ACNUR)» para evaluar las condiciones necesarias "para recibir familias de refugiados sirios a través del procedimiento de reasentamiento".[95]
- Vaticano — El papa Francisco también ha llamado a acoger a los refugiados «tal como vienen» y también afirmó que las migraciones «son producto de un sistema socioeconómico malo e injusto».[96] De hecho, tras realizar un viaje a Lesbos llevó a Roma a 12 refugiados sirios.[97]
- Venezuela — El presidente de Venezuela, Nicolás Maduro, anunció que su país dará refugio a 20 000 sirios que huyen de la guerra en su país, en medio de la gravedad de la crisis migratoria que azota a Europa. El gobernante dijo sentir "dolor" por la situación del pueblo sirio al que Venezuela "ama", "respeta" y "conoce muy bien" al tiempo que pidió apoyo a la comunidad árabe para llevar adelante esta acción.

## Secuelas
El número de traspasos ilegales de las fronteras del continente europeo se dividieron por nueve entre 2015 y 2017, pasando de 1,8 millones a 204 219. No obstante, para compensar las dificultades que existen para zarpar de Libia, cuyo tráfico clandestino de personas ha decaído drásticamente, en 2017 se abrió nuevamente la ruta de migración clandestina que parte de Túnez. Las condiciones del recorrido siguen sin satisfacer los requisitos de seguridad mínimos para cumplir con los estándares básicos humanos.

### Oposición a la inmigración
Una encuesta realizada en febrero de 2017 a 10.000 personas en diez países europeos por Chatham House mostró que, en promedio, una mayoría (55%) se oponía a una mayor inmigración musulmana, con una oposición especialmente pronunciada en varios países: Austria (65%), Polonia (71%), Hungría (64%), Francia (61%) y Bélgica (64%). Excepto Polonia, todos ellos habían sufrido recientemente ataques terroristas yihadistas o habían estado en el centro de una crisis de refugiados. De los que se oponen a una mayor inmigración musulmana, 3/4 se clasifican a sí mismos en la derecha del espectro político. De los que se autoclasifican como a la izquierda del espectro político, 1/3 apoyó un alto a la inmigración.
La oposición política a los altos niveles de inmigración legal se ha asociado con ciertos partidos de derecha en la UE. El problema estalló con la crisis migratoria europea en 2015 con un gran número de refugiados de Oriente Medio y África que hicieron viajes peligrosos a Europa. Con altos niveles de desempleo y poblaciones inmigrantes no europeas no asimiladas que ya se encuentran dentro de la UE, los partidos que se oponen a la inmigración han mejorado su posición en las encuestas y elecciones. Los partidos de derecha críticos con la inmigración han entrado en el gobierno de Austria, Dinamarca, Hungría, Italia, los Países Bajos, Noruega, Polonia y Eslovaquia, y se han convertido en factores importantes en la política inglesa, sueca, alemana, francesa, española y finlandesa.

## Comparación con la crisis de refugiados ucraniana
Según el Alto Comisionado de las Naciones Unidas para los Refugiados (ACNUR), entre febrero y mediados de octubre de 2022, más de 7,6 millones de ucranianos habían huido hacia la Unión Europea. Además, el Alto Comisionado Filippo Grandi, confirmó que este era el mayor flujo de refugiados desde el fin de la Segunda Guerra Mundial en Europa.
El 27 de febrero anterior la Unión Europea acordó acoger a refugiados ucranianos durante un máximo de tres años sin que solicitaran asilo; adicionalmente, el 3 de marzo, fue aprobada la Directiva de Protección Temporal por primera vez en su historia para que los refugiados no tengan que pasar por el procedimiento estándar de asilo de la Unión.
No obstante, varios Estados miembros de la Unión ya habían iniciado acciones individuales con anterioridad. Ya el 24 de febrero, Letonia aprobó un plan de contingencia para recibir y alojar a unos 10 000 refugiados de Ucrania, y Hungría anunció que todas las personas que cruzasen la frontera desde Ucrania serían admitidas. Al día siguiente, para facilitar los cruces fronterizos, Polonia y Rumania levantaron las reglas de entrada por la pandemia de COVID-19. Dos días después, Belgíca anunció que se asignarán tres millones de euros para ayuda humanitaria adicional a Ucrania y, Eslovaquia aseguró que daría dinero a las personas que ayudaran a los refugiados ucranianos. Al final de la semana, los Países Bajos manifestó que los ucranianos en podían quedarse durante tres meses en este país y que durante este tiempo, básicamente tendrían que encontrar su propio alojamiento ya que, según el gobierno, los centros de asilo estaban superpoblados y la vida allí conllevaba restricciones.